# Kerstin Lauterbach

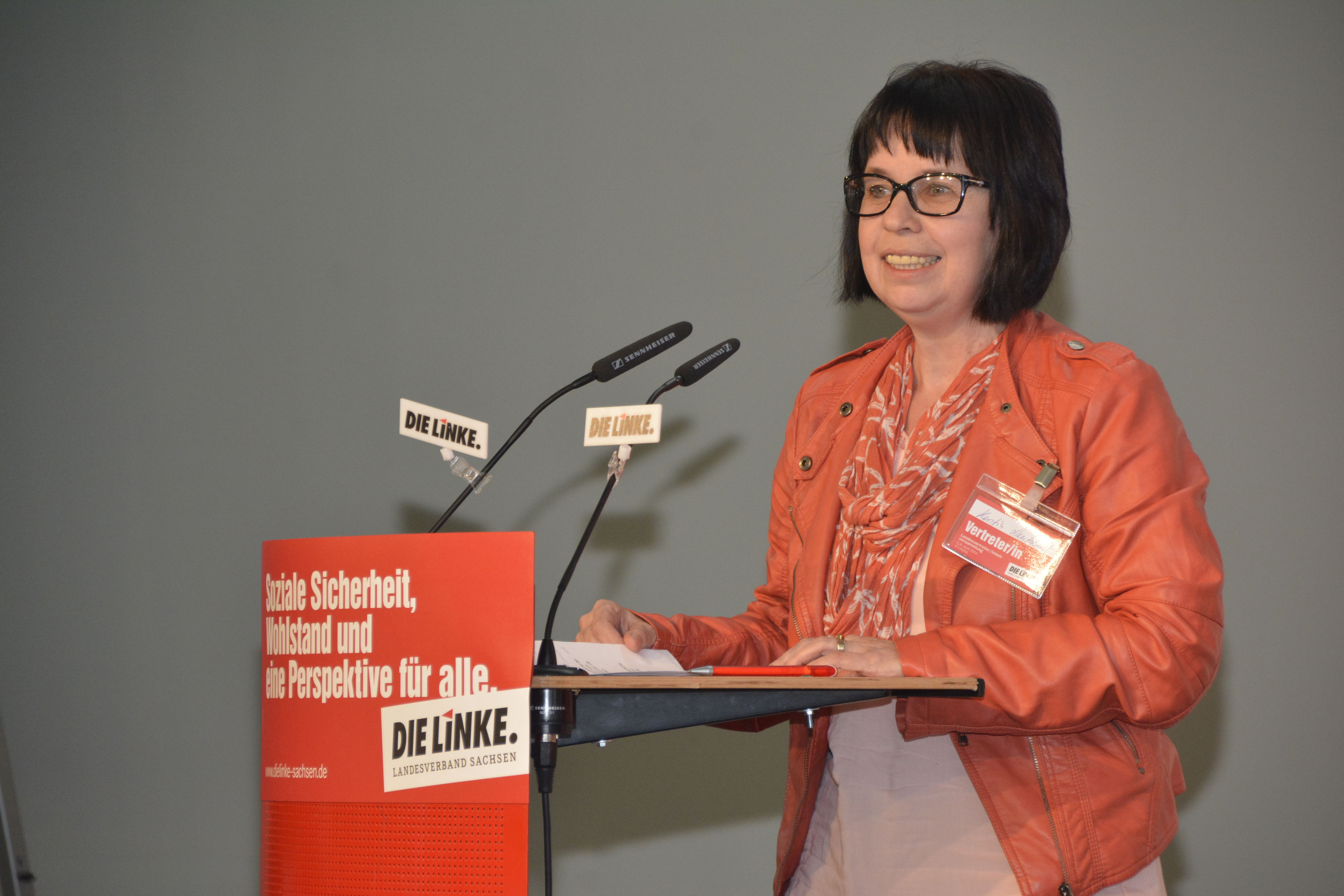
Kerstin Lauterbach 2014

 Kerstin Lauterbach (* 11. Mai 1959 in Halle (Saale)) aus Großenhain ist eine deutsche Politikerin (Die Linke). Sie war zwischen 2006 und 2019 Mitglied des Landtags von Sachsen.

## Leben
Kerstin Lauterbach machte 1977 ihr Abitur in Marienberg, auf das von 1977 bis 1978 ein Studium an der Bergakademie Freiberg folgte. Sie arbeitete von 1983 bis 1985 als Bibliotheksfacharbeiterin. Sie absolvierte von 1987 bis 1990 ein juristisches Hochschulfernstudium an der Hochschule für Recht und Verwaltung. 1995 arbeitet sie als Verwaltungsfachangestellte in der Fachrichtung allgemeine innere Verwaltung des Landes und Kommunalverwaltung.
Sie ist konfessionslos und Mutter einer Tochter.

## Politik
Kerstin Lauterbach ist seit 2003 Mitglied der Linkspartei.PDS (später Die Linke) und im Ortsvorstand Großenhain. Innerhalb ihrer Partei ist sie seit 2005 Mitglied im Kreisvorstand Riesa-Großenhain und seit 2005 Mitglied im Landesvorstand. Auf kommunaler Ebene ist sie seit 2004 Stadträtin in Großenhain.
Sie zog als Nachrückerin für den im Jahr 2005 verstorbenen Abgeordneten Dietmar Jung am 19. Januar 2006 in den Sächsischen Landtag ein. Dort war sie in der 4. Wahlperiode (von ihrem Eintritt bis 2009) Mitglied im Ausschuss für Soziales, Gesundheit, Familie, Frauen und Jugend und Mitglied im Petitionsausschuss. In der 5. Wahlperiode (ab 2009) war Lauterbach Mitglied im Ausschuss für Soziales und Verbraucherschutz und erneut Mitglied des Petitionsausschusses. Für ihre Fraktion war sie gesundheitspolitische Sprecherin und Revisorin.
Bei der Landtagswahl 2019 kandidierte sie nicht mehr für ein Mandat.